# Luuk de Jong
Luuk de Jong (phát âm tiếng Hà Lan: [ˈlyɡ də ˈjɔŋ], sinh ngày 27 tháng 8 năm 1990) là một cầu thủ bóng đá chuyên nghiệp người Hà Lan hiện đang thi đấu ở vị trí tiền đạo cắm của câu lạc bộ Porto.
Trước đó, anh đã chơi cho các câu lạc bộ DZC '68, De Graafschap, Twente, Borussia Mönchengladbach, Newcastle United và PSV trước khi gia nhập Sevilla vào năm 2019. Anh trai của anh là Siem de Jong cũng là một cầu thủ bóng đá chuyên nghiệp, hiện đang chơi cho FC Cincinnati.

## Tuổi thơ
De Jong sinh ra ở Aigle, Thụy Sĩ, là con trai của hai cầu thủ bóng chuyền Hà Lan đã chơi chuyên nghiệp tại quốc gia đó.
Anh bắt đầu sự nghiệp bóng đá của mình ở Doetinchem tại câu lạc bộ nghiệp dư DZC '68, cùng với anh trai của mình. Cả hai sau đó đều được tuyển dụng bởi câu lạc bộ chuyên nghiệp địa phương De Graafschap.

## Sự nghiệp câu lạc bộ

### De Graafschap
Anh ra mắt Eredivisie trong trận đấu với NAC Breda, vào sân thay người. Sau một trận đấu khác, vào sân từ băng ghế dự bị trước SC, Heerenveen de Jong trở thành người bắt chính. Trong trận đấu đầu tiên của họ với Willem II de Jong, Ben Sahar đã kiến tạo để De Graafschap giành chiến thắng 1–0. Anh ghi bàn thắng đầu tiên cho Eredivisie trong trận đấu trên sân nhà với Twente. Một lúc sau, de Jong thực hiện một pha dùng tay tạo cho Twente một quả phạt đền mà Blaise N'Kufo đã ghi bàn; trận đấu kết thúc với tỷ số 2–2. Bàn thắng thứ hai của anh đến trong trận đấu trên sân nhà với Heracles Almelo. Resit Schuurman thực hiện một quả phạt trực tiếp và Rogier Meijer đánh đầu. De Jong đang đứng quay lưng về phía khung thành và ghi bàn bằng một cú đá trên đầu, mang về chiến thắng 1–0 cho De Graafschap. Trong một trận đấu trên sân nhà với NEC Nijmegen, anh đã bị thương ở mắt cá và đã bị thay ra trong hiệp một. De Jong đã trở lại sau chấn thương trong trận play-off thăng hạng / xuống hạng.

### Twente

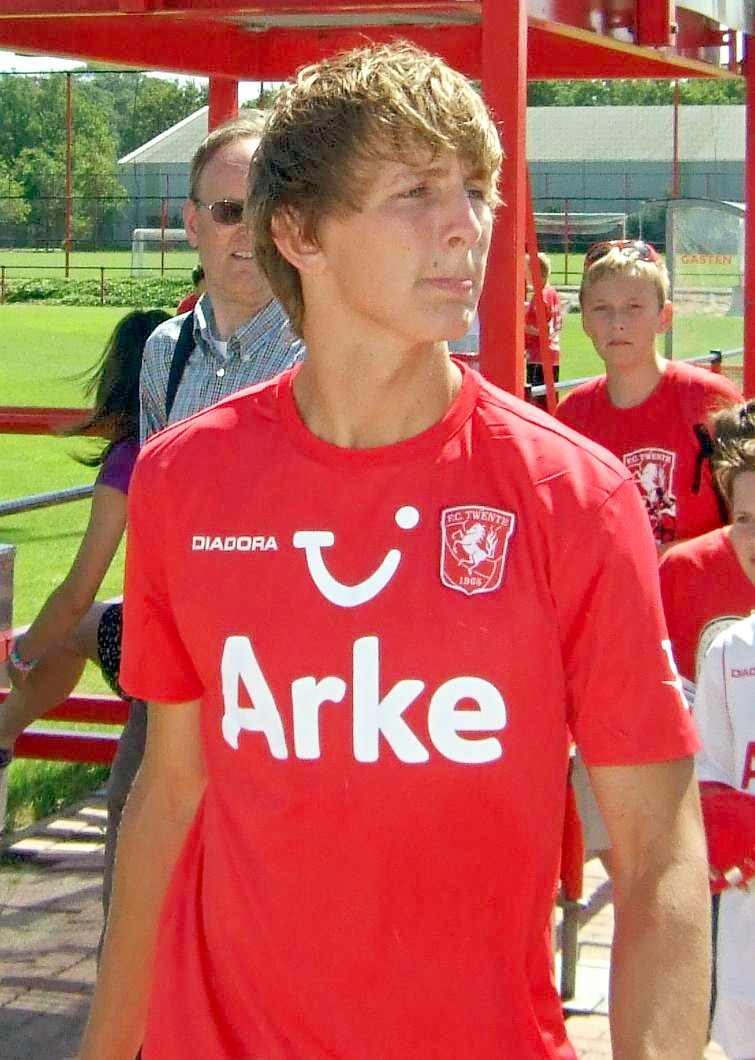
De Jong với Twente năm 2010.

Vào ngày 6 tháng 4 năm 2009, có xác nhận rằng de Jong đã ký hợp đồng ba năm với lựa chọn thêm một năm với Twente. Hợp đồng của anh sẽ bắt đầu vào ngày 1 tháng 7 năm 2009. Anh chơi những phút đầu tiên cho Twente trong trận đấu cúp với SC Joure, nơi anh vào sân trong hiệp hai thay cho Dario Vujičević. Anh đã tạo hai đường kiến tạo trong chiến thắng 8–0 trước SC Joure. Anh ghi hai bàn đầu tiên cho Twente trong trận đấu với Capelle.
De Jong đã có trận ra mắt Europa League trước FC Sheriff Tiraspol thay thế Miroslav Stoch. Anh cũng đã thi đấu với Fenerbahçe SK khi được vào sân thay người. Anh đã ghi hai bàn trong trận đấu cúp với Helmond Sport, Twente sẽ đi tiếp và giành chiến thắng với tỷ số 3–0. Trong trận đấu trên sân khách với FC Utrecht de Jong đã có trận ra mắt ở Eredivisie khi anh vào thay Kenneth Perez ở phút 90. 
Do Blaise N'Kufo dính chấn thương nên de Jong xứng đáng có suất đá chính trong trận đấu với Werder Bremen ở vòng loại trực tiếp (32 đội) Europa League. Anh đã ghi bàn thắng đầu tiên tại Europa League cho Twente trong trận đấu trên sân khách với Werder Bremen. Twente đã bị dẫn trước 3–0 khi de Jong đánh đầu hạ gục thủ môn Christian Vander 3–1.
De Jong ghi bàn thắng Eredivisie đầu tiên cho Twente trong trận đấu trên sân nhà với NEC vào ngày 28 tháng 2 năm 2010. Twente đã thắng trò chơi này với tỉ số 2-1. Anh ghi bàn thắng thứ hai cho Eredivisie trong trận đấu trên sân nhà với SC Heerenveen vào ngày 10 tháng 4 năm 2010 ở phút bù giờ, trận đấu kết thúc với tỷ số 2–0.
De Jong trở thành cầu thủ quan trọng trong trận tranh Johan Cruyff Shield năm 2010 khi ghi bàn thắng quyết định vào lưới Ajax ở phút thứ tám. Anh thi đấu ngay từ đầu trận đấu vì Marc Janko bị chấn thương. De Jong chặn đường chuyền của Maarten Stekelenburg cho Gregory van der Wiel, sau đó giữ bình tĩnh và ghi bàn quyết định duy nhất trong trận đấu.  

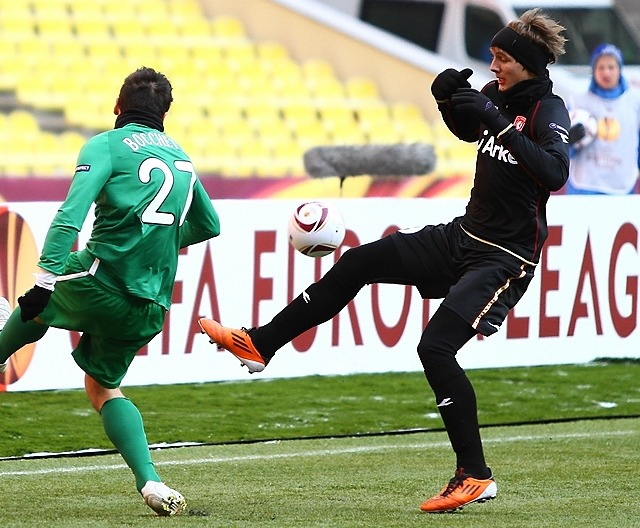
Luuk de Jong (phải) trong một trận đấu ở Europa League 2011 với Rubin Kazan.

De Jong đã chơi trong trận play-off Champions League với Benfica, trận hòa 2–2 trên sân nhà vào ngày 16 tháng 8. Bốn ngày sau, anh ghi bàn thắng đầu tiên ở Eredivisie của chiến dịch trong trận đánh bại SC Heerenveen 5–1. Tuần sau, vào ngày sinh nhật thứ 21 của de Jong, anh đã ghi bàn vào lưới thêm hai lần nữa khi Twente đánh bại VVV Venlo 4–1.
De Jong đã ghi hai bàn vào lưới RKC Waalwijk vào ngày 21 tháng 1 năm 2012, một bàn là chạm vào khung thành mở và bàn còn lại là một quả phạt đền, khi Twente giành chiến thắng với tỷ số 5–0. Trong trận đấu tiếp theo của Twente với FC Groningen vào ngày 29 tháng 1, de Jong lập một hat-trick, mỗi bàn thắng là do một pha kiến tạo của Ola John, và cung cấp một pha kiến tạo cho Leroy Fer khi đội bóng của anh giành chiến thắng 4–1 và leo lên vị trí thứ hai trong bảng Eredivisie. Vào ngày 10 tháng 2, de Jong ghi bàn vào lưới nhà thêm hai lần nữa nhưng Twente đã bỏ lỡ cơ hội đi đầu bảng xếp hạng, khi họ thua 3–2 trước SC Heracles. Hai bàn thắng của De Jong có nghĩa là anh đã ghi bảy bàn trong ba trận đấu ở Eredivisie.
Vào ngày 4 tháng 3, de Jong ghi một bàn thắng trong trận thắng 6–2 của Twente trước đối thủ cạnh tranh danh hiệu PSV Eindhoven tại Sân vận động Philips. Bốn ngày sau trong một trận đấu ở Europa League với Schalke 04, de Jong là nhân vật chính của một pha mô phỏng quả phạt đền gây tranh cãi dẫn đến một chiếc thẻ đỏ cho hậu vệ Joël Matip của Schalke, và một quả phạt đền mà chính anh đã thực hiện thành công, để đảm bảo chiến thắng cho anh ta. cạnh nhau 1–0. Tuy nhiên, Twente cuối cùng đã bị loại khỏi cuộc thi, để thua 4–1 trong trận lượt về tại Đức, khi người đồng hương Hà Lan của de Jong là Klaas-Jan Huntelaar lập một hat-trick.
De Jong ghi hai bàn trong hai phút vào ngày 14 tháng 4 để đưa đội bóng của anh vượt lên dẫn trước NAC Breda 2–1, nhưng pha lập công ở phút bù giờ của Nourdin Boukhari đã từ chối cơ hội thu hẹp khoảng cách của Twente với đối thủ cùng tên là Ajax. Anh kết thúc mùa giải với 25 bàn thắng ở vị trí thứ hai chung cuộc, kém vua phá lưới Bas Dost bảy bàn. Vào cuối mùa giải 2011–12, De Jong tuyên bố muốn rời câu lạc bộ. Sau khi thu hút sự quan tâm của một số câu lạc bộ trên khắp châu Âu, bao gồm cả câu lạc bộ Premier League là Newcastle United, de Jong đã cáo buộc chủ tịch của câu lạc bộ [Joop Munsterman] đã tăng giá bán đối với anh ta. Đáp lại, chủ tịch câu lạc bộ và Steve McClaren bày tỏ sự thất vọng trước những bình luận của de Jong.

### Borussia Mönchengladbach
Vào ngày 18 tháng 7 năm 2012, de Jong ký hợp đồng với đội bóng Bundesliga Borussia Mönchengladbach theo hợp đồng có thời hạn 5 năm, với mức phí 15 triệu euro (12,6 triệu bảng), anh đã nói rằng đó là giấc mơ gia nhập của anh. 8 tháng sau, de Jong tuyên bố Bundesliga là "một nơi tuyệt vời để phát triển như một cầu thủ".
Anh có trận ra mắt với Mönchengladbach trong trận đấu với Munich 1860, đội của anh đã giành chiến thắng 4–2, tuy nhiên, de Jong khá vô danh trong trận đấu đầu tiên của mình, anh không ghi được hoặc kiến tạo bất kỳ bàn thắng nào. Vào ngày 21 tháng 8, anh bắt đầu trận đấu đầu tiên ở châu Âu cho Borussia Mönchengladbach và trong quá trình đó, anh đã ghi bàn phản lưới nhà từ một quả đá phạt trực tiếp trong trận thua 3-1 dưới tay Dynamo Kyiv tại Vòng loại UEFA Champions League. Bàn thắng đầu tiên của anh ấy cho câu lạc bộ là thất bại 3-2 trước 1. FC Nürnberg vào ngày 15 tháng 9, chuyển đổi một vòi sau đường chuyền của Patrick Herrmann. Tuy nhiên, vào cuối mùa giải, cơ hội lên đội một của De Jong nhanh chóng mờ nhạt sau khi bị HLV Lucien Favre dứt điểm và chỉ ra sân vỏn vẹn 23 lần; ghi sáu lần. Vào cuối mùa giải, De Jong nhắc lại rằng anh tự tin rằng mình có thể chứng tỏ mình là tiền đạo xuất sắc nhất.
Tuy nhiên, trong mùa giải 2013–14, suất đá chính của De Jong vẫn còn hạn chế, khi số phút thi đấu của anh ấy giảm đi đáng kể và ra sân 14 trận trong nửa đầu mùa giải. 

#### Newcastle United (cho mượn)
Vào ngày 29 tháng 1 năm 2014, de Jong hoàn tất bản hợp đồng cho mượn với đội bóng Premier League, Newcastle United cho đến cuối mùa giải 2013–14. Anh có trận ra mắt vào ngày 1 tháng 2 trong trận derby Tyne-Wear với Sunderland. Vào tháng 5 năm 2014, có thông báo rằng de Jong sẽ trở lại Borussia Mönchengladbach sau khi anh không ghi được bàn nào trong số 12 lần ra sân cho Newcastle.

### PSV Eindhoven
Vào ngày 12 tháng 7 năm 2014, de Jong ký hợp đồng 5 năm với PSV Eindhoven với mức phí 5,5 triệu euro. Sau khi chuyển đến PSV, De Jong cho biết anh cảm thấy mình đã mắc sai lầm khi chuyển đến Đức.
De Jong đã có trận ra mắt chính thức cho câu lạc bộ, nơi anh ghi bàn ở cả hai lượt trận, khi PSV đánh bại St.Pölten với tỷ số chung cuộc 4–2 ở vòng ba Europa League. Phải đến ngày 31 tháng 8 năm 2014, De Jong mới có bàn thắng đầu tiên ở giải đấu cho câu lạc bộ, trong chiến thắng 2–0 trước Vitesse Arnhem.
Vào ngày 17 tháng 12 năm 2014, de Jong ghi hat-trick đầu tiên cho câu lạc bộ trong chiến thắng 4–3 trên sân nhà trước Feyenoord, và lần thứ hai vào ngày 13 tháng 2 năm 2015 trong chiến thắng 4–2 trước AZ Alkmaar. Anh cũng ghi hai bàn vào ngày 18 tháng 4, khi đội đánh bại Heerenveen 4–1 để giành danh hiệu Eredivisie lần thứ 22 và lần đầu tiên kể từ năm 2008.
Vào ngày 2 tháng 8 năm 2015, de Jong đã ghi một cú đúp để giúp PSV giành chiếc cúp Johan Cruyff năm 2015.

### Sevilla
Vào ngày 1 tháng 7 năm 2019, de Jong đã ký hợp đồng bốn năm với câu lạc bộ Tây Ban Nha Sevilla.
Vào ngày 16 tháng 8 năm 2020, de Jong ghi bàn thắng quyết định trong chiến thắng 2-1 trước Manchester United trong trận bán kết UEFA Europa League. Vào ngày 21 tháng 8, anh ghi hai bàn trong chiến thắng 3–2 trước Inter Milan trong trận chung kết.

### Barcelona
Vào ngày 31 tháng 8 năm 2021, de Jong gia nhập Barcelona theo dạng cho mượn kéo dài một mùa giải,Vào ngày 23 tháng 9 năm 2021, anh ra mắt trong trận hòa không bàn thắng trước Cadiz, 3 ngày sau, vào ngày 26 tháng 9 năm 2021, anh ghi bàn thắng đầu tiên cho câu lạc bộ trong chiến thắng 3–0 trước Levante .

## Sự nghiệp quốc tế

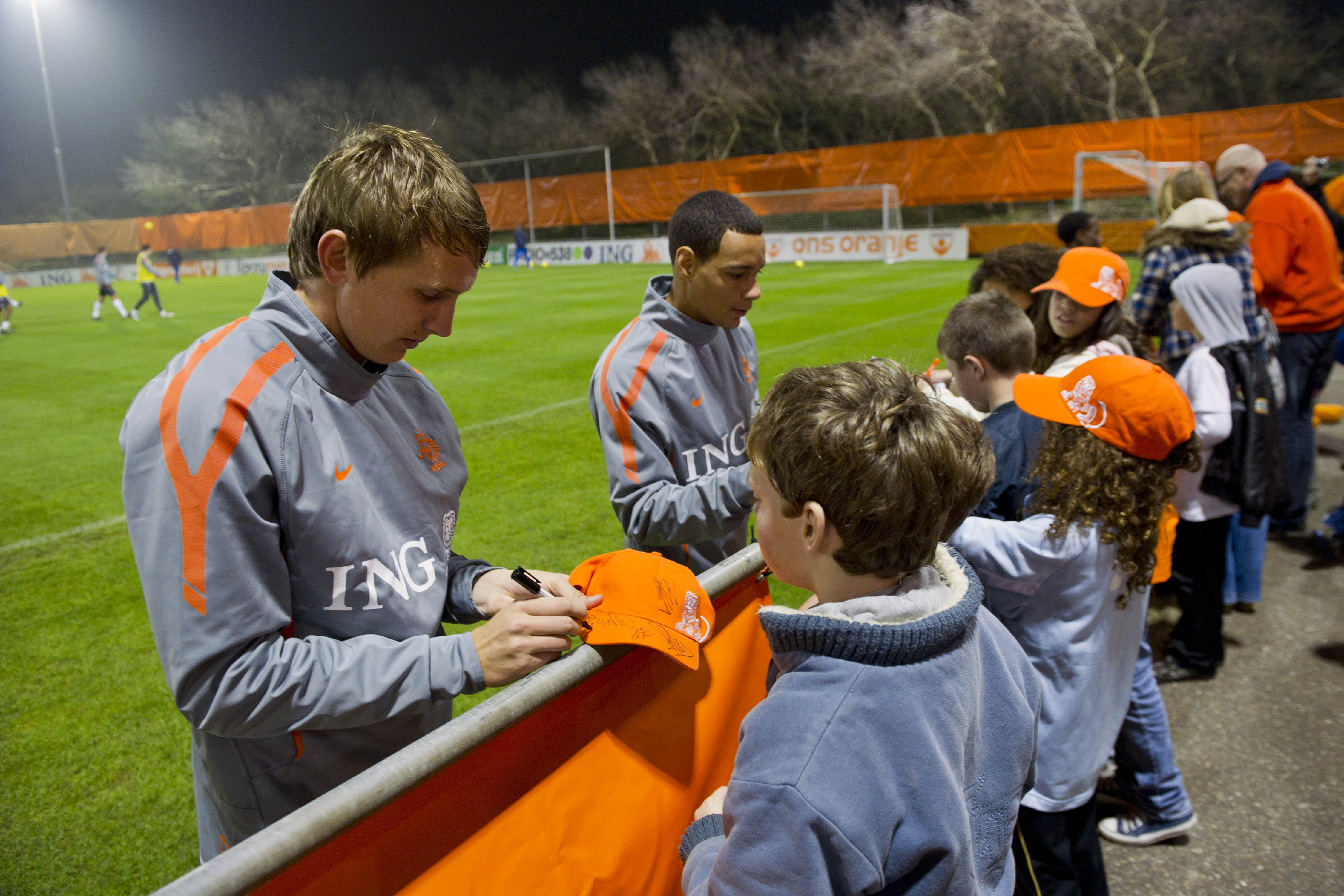
De Jong và đồng đội Gregory van der Wiel tại một buổi tập của Oranje năm 2011

De Jong lần đầu tiên được gọi vào đội tuyển chính thức của Hà Lan cho trận giao hữu với Áo vào ngày 9 tháng 2 năm 2011 và có trận ra mắt trong cùng một trận đấu, thay thế cho Dirk Kuyt. Anh ghi bàn thắng đầu tiên với đội tuyển quốc gia vào ngày 6 tháng 9 năm 2011 trong chiến thắng 2–0 trong trận đấu vòng loại UEFA Euro 2012 với Phần Lan, giúp Hà Lan giành quyền vào vòng chung kết. Vào ngày 7 tháng 5 năm 2012, anh đã có tên trong danh sách tạm thời gồm 36 cầu thủ tham dự UEFA Euro 2012 bởi người quản lý Hà Lan Bert van Marwijk. Anh ấy là một trong 23 cầu thủ được chọn để đại diện cho đội trong giải đấu, nhưng anh ấy đã không xuất hiện bất kỳ lần nào. 
Sau khi Hà Lan dừng bước ở tứ kết FIFA World Cup 2022, Luuk de Jong chính thức chia tay đội tuyển quốc gia sau 11 năm gắn bó, tổng cộng anh đã thi đấu 39 trận và ghi được 8 bàn thắng.

## Thống kê sự nghiệp

### Câu lạc bộ
Tính đến ngày 23 tháng 5 năm 2021
| Câu lạc bộ               | Mùa giải            | Giải đấu | Giải đấu | Cúp quốc gia | Cúp quốc gia | Châu Âu | Châu Âu | Khác | Khác | Tổng cộng | Tổng cộng | Tổng cộng |
| Câu lạc bộ               | Mùa giải            | Trận     | Bàn      | Trận         | Bàn          | Trận    | Bàn     | Trận | Bàn  | Trận      | Bàn       |           |
| ------------------------ | ------------------- | -------- | -------- | ------------ | ------------ | ------- | ------- | ---- | ---- | --------- | --------- | --------- |
| De Graafschap            | 2008–09             | 14       | 2        | 2            | 0            | —       | —       | 3    | 1    | 19        | 3         |           |
| Twente                   | 2009–10             | 12       | 2        | 4            | 4            | 4       | 1       | 0    | 0    | 20        | 7         |           |
| Twente                   | 2010–11             | 32       | 12       | 5            | 3            | 11      | 4       | 1    | 1    | 49        | 20        |           |
| Twente                   | 2011–12             | 31       | 25       | 3            | 2            | 14      | 5       | 3    | 0    | 51        | 32        |           |
| Twente                   | Tổng cộng           | 75       | 39       | 12           | 9            | 29      | 10      | 4    | 1    | 120       | 59        |           |
| Borussia Mönchengladbach | 2012–13             | 23       | 6        | 1            | 0            | 7       | 2       | —    | —    | 31        | 8         |           |
| Borussia Mönchengladbach | 2013–14             | 13       | 0        | 1            | 0            | —       | —       | —    | —    | 14        | 0         |           |
| Borussia Mönchengladbach | Tổng cộng           | 36       | 6        | 2            | 0            | 7       | 2       | —    | —    | 45        | 8         |           |
| Newcastle United (mượn)  | 2013–14             | 12       | 0        | 0            | 0            | —       | —       | —    | —    | 12        | 0         |           |
| PSV Eindhoven            | 2014–15             | 32       | 20       | 2            | 2            | 11      | 4       | —    | —    | 45        | 26        |           |
| PSV Eindhoven            | 2015–16             | 33       | 26       | 4            | 2            | 6       | 2       | 1    | 2    | 44        | 32        |           |
| PSV Eindhoven            | 2016–17             | 32       | 8        | 1            | 0            | 5       | 1       | 1    | 0    | 39        | 9         |           |
| PSV Eindhoven            | 2017–18             | 28       | 12       | 3            | 1            | 2       | 0       | —    | —    | 33        | 13        |           |
| PSV Eindhoven            | 2018–19             | 34       | 28       | 0            | 0            | 8       | 4       | 1    | 0    | 43        | 32        |           |
| PSV Eindhoven            | Tổng cộng           | 159      | 94       | 10           | 5            | 32      | 11      | 3    | 2    | 204       | 112       |           |
| Sevilla                  | 2019–20             | 35       | 6        | 3            | 1            | 8       | 3       | —    | —    | 46        | 10        |           |
| Sevilla                  | 2020–21             | 34       | 4        | 7            | 3            | 6       | 2       | 1    | 0    | 48        | 9         |           |
| Sevilla                  | Tổng cộng           | 69       | 10       | 10           | 4            | 14      | 5       | 1    | 0    | 94        | 19        |           |
| Tổng cộng sự nghiệp      | Tổng cộng sự nghiệp | 365      | 151      | 37           | 18           | 82      | 28      | 11   | 4    | 495       | 201       |           |

### Quốc tế

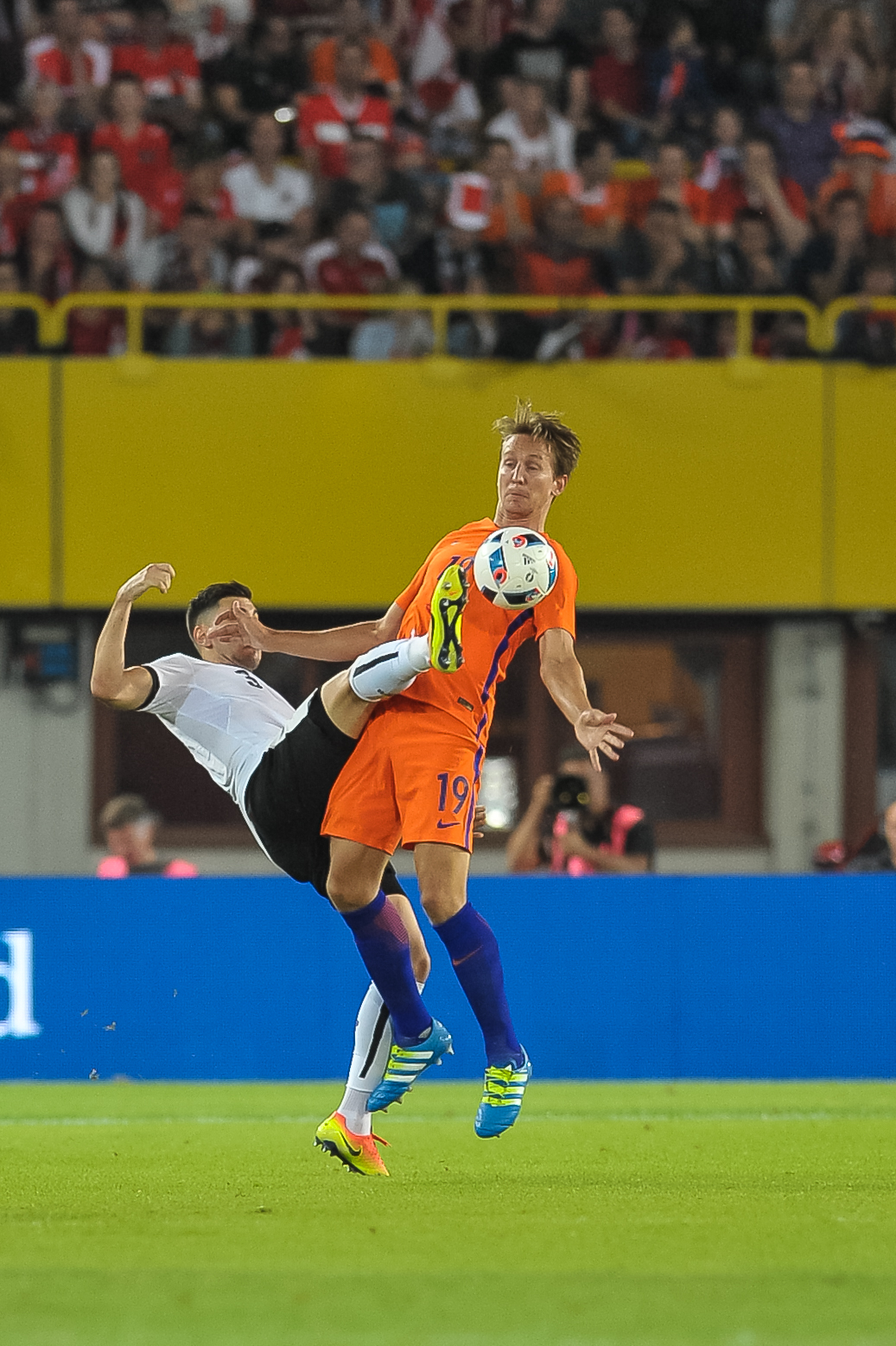
De Jong đối đầu với Aleksandar Dragović của năm 2016.

Tính đến ngày 9 tháng 12 năm 2022
| Đội tuyển quốc gia | Năm       | Trận | Bàn |
| ------------------ | --------- | ---- | --- |
| Hà Lan             | 2011      | 6    | 1   |
| Hà Lan             | 2012      | 1    | 0   |
| Hà Lan             | 2013      | 0    | 0   |
| Hà Lan             | 2014      | 0    | 0   |
| Hà Lan             | 2015      | 2    | 0   |
| Hà Lan             | 2016      | 3    | 2   |
| Hà Lan             | 2017      | 2    | 1   |
| Hà Lan             | 2018      | 3    | 0   |
| Hà Lan             | 2019      | 7    | 1   |
| Hà Lan             | 2020      | 8    | 0   |
| Hà Lan             | 2021      | 6    | 3   |
| 2022               | 1         | 0    |     |
| Tổng cộng          | Tổng cộng | 39   | 8   |

### Bàn thắng quốc tế
Bàn thắng và kết quả của Hà Lan được để trước.
| # | Ngày                 | Địa điểm                                           | Đối thủ          | Bàn thắng | Kết quả | Giải đấu                 |
| - | -------------------- | -------------------------------------------------- | ---------------- | --------- | ------- | ------------------------ |
| 1 | 6 tháng 9 năm 2011   | Sân vận động Olympic, Helsinki, Phần Lan           | Phần Lan         | 2–0       | 2–0     | Vòng loại Euro 2012      |
| 2 | 25 tháng 3 năm 2016  | Amsterdam Arena, Amsterdam, Hà Lan                 | Pháp             | 1–2       | 2–3     | Giao hữu                 |
| 3 | 27 tháng 5 năm 2016  | Sân vận động Aviva, Dublin, Ireland                | Cộng hòa Ireland | 1–0       | 1–1     | Giao hữu                 |
| 4 | 14 tháng 11 năm 2017 | Arena Națională, Bucharest, România                | România          | 3–0       | 3–0     | Giao hữu                 |
| 5 | 10 tháng 10 năm 2019 | De Kuip, Rotterdam, Hà Lan                         | Bắc Ireland      | 2–1       | 3–1     | Vòng loại Euro 2020      |
| 6 | 24 tháng 3 năm 2021  | Sân vận động Olympic Atatürk, Istanbul, Thổ Nhĩ Kỳ | Thổ Nhĩ Kỳ       | 1–3       | 2–4     | Vòng loại World Cup 2022 |
| 7 | 27 tháng 3 năm 2021  | Johan Cruyff Arena, Amsterdam, Hà Lan              | Latvia           | 2–0       | 2–0     | Vòng loại World Cup 2022 |
| 8 | 30 tháng 3 năm 2021  | Sân vận động Victoria, Gibraltar                   | Gibraltar        | 2–0       | 7–0     | Vòng loại World Cup 2022 |

## Danh hiệu
Twente
- Eredivisie: 2009–10
- KNVB Cup: 2010–11
- Johan Cruyff Shield: 2010, 2011

PSV
- Eredivisie: 2014–15, 2015–16, 2017–18
- KNVB Cup: 2022–23[42]
- Johan Cruyff Shield: 2015, 2016, 2022,[43] 2023[44]

Sevilla
- UEFA Europa League: 2019–20[37]

Cá nhân
- Đội hình tiêu biểu của UEFA Europa League mùa giải: 2019–20[45]
- Đội hình Eredivisie của năm: 2017–18,  2018–19